# Uli Höhmann

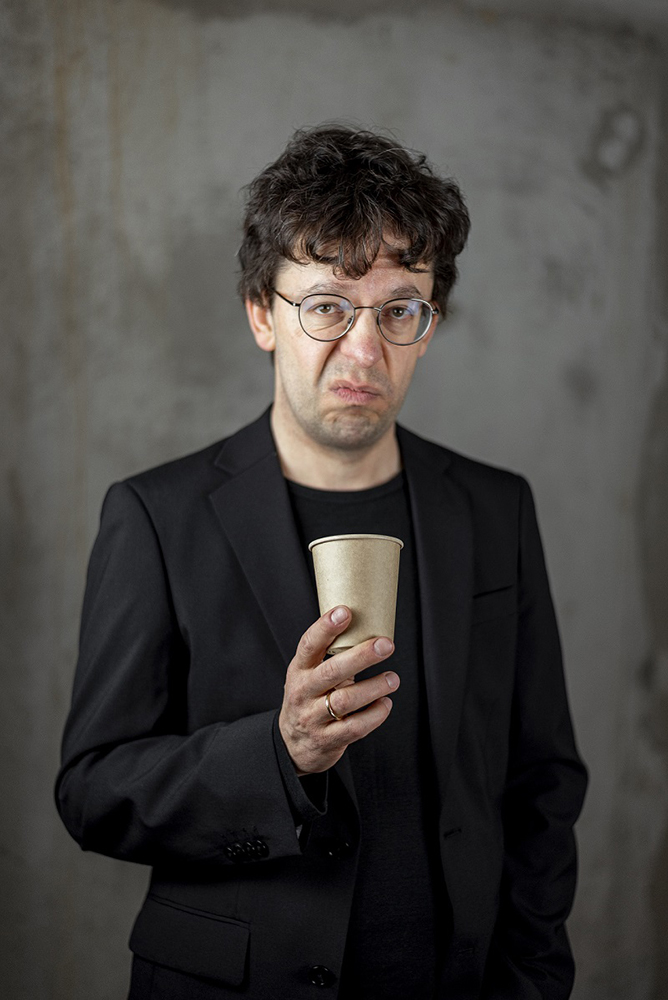
Uli Höhmann im Januar 2022

Uli (Ulrich) Höhmann (* 1973 in Mainz) ist ein deutscher Kabarettist, Journalist, Moderator und Autor.

## Leben
Schon als Schüler beginnt Uli Höhmann ein Praktikum bei Radio ND1 in Neuburg an der Donau. Während seines Studiums (Rhetorik, Neuere deutsche Literatur und Empirische Kulturwissenschaften) an der Uni Tübingen arbeitet er als Buchrezensent beim damaligen Süddeutschen Rundfunk in Stuttgart und später als Kulturreporter im Studio Tübingen des damaligen Südwestfunks. Parallel dazu moderiert er erste Sendungen beim Uniradio Tübingen. Von 2000 bis 2002 volontiert Uli Höhmann beim Hessischen Rundfunk in Frankfurt, wo er danach die Sendung 'Schwarz-Weiß am Sonntag' moderiert und das Wetter bei hr1. Schon in dieser Zeit entdeckt er seine komödiantische Begabung und beliefert seither verschiedene ARD-Sender (WDR, Deutschlandradio, hr, NDR) mit Radio-Comedies, Glossen und Satiren. Von 2009 bis 2022 moderiert Uli Höhmann bei hr-iNFO u. a. die Primetime und mehrere Jahre auch bei DRadioWissen (jetzt Deutschlandfunk Nova) in Köln.
2009 erscheint das erste Buch, das er gemeinsam mit der Journalisten-Kollegin Ulla Atzert vorlegt: Leben für Fortgeschrittene: Vom Glück des Älterwerdens, Fischer, Frankfurt 2009, ISBN 978-3-596-18260-2
Ab 2021 verändert Uli Höhmann seinen Schwerpunkt: Journalistisch verlegt er sich auf lange Interviewformate wie Das Interview bei hr-iNFO und schreibt als Autor unter anderem Minifeatures für den Kinderpodcast Wunderwigwam. Daneben arbeitet er als Sprecher für verschiedene Fernseh- und Radioproduktionen der ARD.
Gleichzeitig zieht es ihn auf die Bühne: Sein erstes Kabarett-Programm Und...? (2019) nennt er Sit-Down-Comedy, um sich von den zahlreichen Stand-Up-Comedians abzusetzen. Mit Ausschnitten aus diesem Programm tritt er unter anderem auf dem Hessentag 2019 bei der Comedy-Newcomer-Show in Bad Hersfeld auf. Für sein zweites Solo-Programm Gab's Tote? (2022) hat er eine eigene Kategorie geschaffen: Das Pressekabarett.
Daneben tritt Uli Höhmann seit 2021 in verschiedenen Poetry-Slams und Mixed Shows auf. Sein Poetry-Stück Das Tasting wurde 2024 in der Anthologie Hanf aufs Herz. 18 Geschichten, Gedichte und Gedanken über Alkohol, Cannabis und weitere Drogen (Hrsg. von Michael Jakob & Elias Raatz) bei Dichterwettstreit deluxe veröffentlicht.
Uli Höhmann ist verheiratet, hat zwei erwachsene Kinder und lebt in Frankfurt am Main.

## Theater
Seit 2013 steht Uli Höhmann in verschiedenen Theaterproduktionen mit auf der Bühne:
- Großes Solo für Petra. Ein Triptychon – Video- und Dokumumentarperformance für zwei Staubsauger, tiefes Blech und drei Sprecher, Oktober/November 2018, Galerie FELD+HAUS, Frankfurt.
- Ich weiß, was du glaubst, was ich denke – Die Bleibücher von Frankfurt, April 2017, Deutsche Nationalbibliothek, Frankfurt; Moschee des IIS e.V., Frankfurt.
- Gut und Böse. Eine Stadt fragt ihre Profis, Mai 2016, Hauptbahnhof Frankfurt, Polizeipräsidium Frankfurt.
- Asking Rhein Main. Eine theatrale Reise, März 2015, Hauptbahnhof Frankfurt.
- Stimmen vom Rande Europas, Februar 2015, Pfalzbautheater Ludwigshafen, Auftragsarbeit für das Festival Offene Welt.
- los heimat los / Worte auf der Flucht, Dezember 2013/2014, im Rahmen der ARD-Themenwoche Heimat für hr-iNFO mit Auftritten in den Bahnhöfen von Frankfurt, Darmstadt und Wiesbaden und einem Gastspiel in Bayreuth für Amnesty International.

## Hörspiele (Auswahl)
- 2016: Anne Weber: Bibelprojekt: Regen (Radiostimme) – Regie: Christine Nagel (Original-Hörspiel – HR/Deutschlandradio)
- 2022: Safiye Can, Nâzım Hikmet, Sebastian Friedrich: #saytheirnames | #keinschlussstrich: Das Halbhalbe und das Ganzganze. Im Gedenken an die Opfer und Hinterbliebenen des rechtsextremistischen Terroranschlags von Hanau: Gökhan Gültekin, Sedat Gürbüz, Said Nesar Hashemi, Mercedes Kierpacz, Hamza Kurtović, Vili Viorel Păun, Fatih Saraçoğlu, Ferhat Unvar und Kaloyan Velkov und die vielen weiteren Opfer und Hinterbliebenen rechtsextremistischer und rassistischer Gewalttaten in Deutschland. – Regie: Andrea Geißler (Originalhörspiel – HR)